# Enki Bilal
Enki Bilal, född 7 oktober 1951 i Belgrad i Jugoslavien som Enes Bilal, är en fransk serieskapare och filmregissör. Vid nio års ålder flyttade till Paris.
Bilal är känd för sina utarbetade science fiction-serier, med eller utan politisk vinkling. Hans serier utspelas ofta i en framtida version av den här planeten. Han har producerat samhällskritiska SF- och dramaserier i samarbete med Pierre Christin och är väl översatt till andra europeiska språk – inklusive svenska.
1987 erhöll Bilal Grand prix de la ville d'Angoulême.

## Biografi

### Bakgrund och serieproduktion
Enes Bilal föddes i den jugoslaviska huvudstaden Belgrad. Hans mor var en tjeckisk katolik och fadern en icke-religiös bosniak. Han flyttade 1960 till Paris, dit hans far tidigare hade bosatt sig.
När Bilal var 14 år träffade han René Goscinny som uppmuntrade honom att pröva på serietecknandet. Två år senare fick han franskt medborgarskap. På 1970-talet arbetade han på Goscinnys tidning Pilote där han 1972 publicerade sin första berättelse: Le Bol maudit (ej översatt till svenska).
1975 började han arbeta med manusförfattaren Pierre Christin (känd från bland annat Linda och Valentin) på en serie surrealistiska berättelser. Sviten inleddes samma år med Bilals första album – La Croisière des oubliés. Varken detta eller nästa års Le Vaisseau de pierre kom i svensk översättning. Det gjorde däremot de följande albumen i sviten – 1977 års La Ville qui n'existait pas (Staden som inte fanns), Les Phalanges de l'Ordre noir (Terroristerna) från 1979 samt 1985 års Partie de chasse (Jakten).
På egen hand författade Bilal därefter Nikopol-trilogin, där det första albumet kom på svenska under titeln Gudarnas marknad (franska: La Foire aux immortels, 1980). Arbetet med serien, som fortsattes med La Femme piège (svenska: Lockfågeln) och Froid-Équateur (ej på svenska)  tog över ett decennium att slutföra. Det sista kapitlet tilldelades priset Årets bok av det franska magasinet Lire.
1998 inledde Bilal Hatzfeld-tetralogin. Detta är en berättelse om sammanbrottet i det forna Jugoslavien sett från framtiden genom ögonen på huvudpersonen "Nike", som via en serie traumatiska flashbacks minns kriget i bilder. Den första delen i trilogin varn namnet Le Somméil du monstre (översatt till danska som Erindringens magt). Den andra delen gavs ut år 2003 under titeln 32 décembre.

### Filmer
Bilal har även regisserat och gett ut en del filmer, bland annat Immortel (ad vitam) 2004. Handlingen baseras på den första delen i Nikopol-trilogin (Gudarnas marknad) och utgår från en maktkamp mellan de egyptiska gudarna – med bland andra Horus (som återkommit till jorden i ett pyramidformat rymdskepp som nu svävar över Paris) – samt Nikopol. Den senare är en före detta fånge som går i spetsen för kampen mot den fascistiska, djupt korrupta statsmakten. 
Filmen gick ej upp på biograferna i Sverige, men finns att hyra på DVD eller som köpfilm.

### Produktion och översättning
Bilal hade sin största svenska utgivningsperiod på 80-talet, med många dåvarande verk översatta och utgivna på fint inbundna album.
Sedan starten på 90-talet har den svenska översättningen i praktiken upphört. De äldre albumen numera kan vara svåra att få tag på och betingar gärna ett högt pris. Ett alternativ kan vara serieförlaget Carlsen i Danmark som ger ut albumen allt eftersom de släpps, eller nytrycken på engelska av många av hans album på förlaget Les Humanoïdes Associés Publications. De engelska nytrycken samlar ofta ihop ett till tre tidigare album i ett nytt, varför det där kan vara svårare att få översikt över vad som getts ut.

## Erkännande
Enki Bilal är en av de mer framträdande franska vuxenserieskaparna. Han belönades 1987 med Grand prix de la ville d'Angoulême.

### Seriealbum
från 1970-talet
- 1975 – L'Appel des étoiles, Minoustchine (återutgiven 1982 av Futuropolis under titeln Le Bol maudit)
- Légendes d'aujourd'hui-serien (manus av Pierre Christin)
  - 1975 – La Croisière des oubliés (The Cruise of Lost Souls), Les Humanoïdes Associés
  - 1976 – Le Vaisseau de pierre (Ship of Stone), Les Humanoïdes Associés
  - 1977 – La Ville qui n'existait pas (The Town That Didn't Exist), Les Humanoïdes Associés
    - Staden som inte fanns, Carlsen if/Carlsen Comics (1978)
- 1978 – Mémoires d'outre-espace (Memories From Outer Space)
- 1979 – Exterminateur 17 (Exterminator 17), manus av Jean-Pierre Dionnet
- Fin de siècle-serien
  - 1979 – Les Phalanges de l'Ordre noir (The Black Order Brigade)
    - Terroristerna, Carlsen if (1979)

  - 1983 – Partie de chasse (The Hunting Party)
    - Jakten, Carlsen if/Carlsen Comics (1985)

1980-talet
- Nikopol-trilogin:
  - 1980 – La Foire aux immortels (The Carnival of Immortals)
    - Gudarnas marknad, Epix förlag/"Tung Metall presenterar" (1990)

  - 1986 – La Femme piège (The Woman Trap)
    - Lockfågeln, Epix förlag/"Studio Epix" (1987)

  - 1992 – Froid-Équateur (Cold Equator)
- 1982 – Crux universalis
- 1984 – Los Angeles - L'Étoile oubliée de Laurie Bloom (Los Angeles - The Forgotten Star of Laurie Bloom), manus av Pierre Christin
- L'État des stocks-serien
  - 1986 – L'État des stocks
  - 1999 – Milleneufcentquatrevingtdixneuf
  - 2006 – Nouvel état des stocks
- 1988 – Coeurs sanglants et autres faits divers (Bleeding Hearts and Other Stories), manus av Pierre Christin

från 1990-talet
- 1994 – Bleu sang (Blue Blood), Christian Desbois
- 1996 – Mémoires d'autre temps (Memories from Other Times)
- Le Sommeil du monstre-tetralogin:
  - 1998 – Le Sommeil du monstre (The Dormant Beast)
  - 2003 – 32 décembre (December 32)
  - 2006 – Rendez-vous à Paris
  - 2007 – Quatre?

från 2000-talet
- 2000 – Magma, Chez Hazard (med text av Antonio Faeti)
- Coup de sang-trilogin
  - 2009 – Animal'Z, Casterman
  - 2011 – Julia & Roem, Casterman
  - 2014 – La Couleur de l'air, Casterman

från 2010-talet
- 2012 – Les Fantômes du Louvre, Louvre/Futuropolis
- 2013 – Mécanhumanimal : Au Musée des arts et métiers, Casterman
- Bug-serien (Casterman)
  - 2017 – Volym 1
  - 2019 – Volym 2
  - 2022 - Volym 3

### Övrig medverkan (urval)
- 1987 – Hors jeu (Expect Play), manus av Patrick Cauvin (illustrationer)
  - Offside, Medusa förlag (1988)
- 1990 – Efter muren (svenskt samlingsalbum med många tecknare och Berlinmurens fall som gemensamt tema), Carlsen Comics
- 1996 – Tykho Moon – le livre du film (Tykho Moon – The book of the movie), Christian Desbois (illustrationer, filmbok)
- 1999 – Un siècle d'Amour (A Century of Love), Fayard (illustrationer till Dan Francks text)
- 2000 – Le Sarcophage, Dargaud (illustrationer till Pierre Christins text)
- 2001 – EnkiBilalAnDeuxMilleUn (EnkiBilalInTwoThousandOne), Christian Desbois
- Diverse kortare berättelser har publicerats i olika tidningar, inklusive Tung Metall och Epix.

## Filmografi
- Bunker Palace Hôtel (1989)
- Tykho Moon (1996)
- Immortel (ad vitam) (2004)
- Cinémonstre (2006)
- Crazy Horse (2013), musikvideo för Brigitte Fontaine
- Autour de la mémoire (2013), musikvideo för Tchéky Karyo

## Utmärkelser
- Yellow Kid-priset,  1976
- Prix Saint-Michel, för The Black Order Brigade,  1980
- Grand prix de la ville d'Angoulême,  1987
- Riddare av Nationalförtjänstorden,  11 november 2010[6]
- Riddare av Hederslegionen,  29 december 2022[7]
- Attilio Micheluzzi-priset
- Officer av Arts et Lettres-orden

[Redigera Wikidata]

## Källhänvisningar
1. 1 2 3 4  "Bilal, Enki". Bedetheque.com Läst 24 januari 2015. (franska)
2. 1 2 3 4  "Enki Bilal". Arkiverad 13 augusti 2011 hämtat från the Wayback Machine. Casterman.com. Läst 24 januari 2015. (franska)
3. 1 2 3  Gravett, paul (2013): "Enki Bilal". Artreviews.com. Läst 24 januari 2015. (engelska)
4. 1 2  "Enki Bilal". Lambiek.net. Läst 24 januari 2015. (engelska)
5. 1 2  "Enki Bilal". NE.se. Läst 24 januari 2015.
6. ↑  NOR: PREX1025678D.[källa från Wikidata]
7. ↑  NOR: PRER2229710D.[källa från Wikidata]